# جون برادفورد مور
جون برادفورد مور (بالإنجليزية: John Bradford Moore)‏ هو شخصية أعمال أمريكي، ولد في 1855 في تكساس في الولايات المتحدة، وتوفي في 14 أكتوبر 1926.